# Distretto di Grodzisk Mazowiecki
Il distretto di Grodzisk Mazowiecki (in polacco powiat grodziski) è un distretto polacco appartenente al voivodato della Masovia.

## Geografia antropica

### Suddivisioni amministrative
Il distretto comprende 7 comuni.
- Comuni urbani: Milanówek, Podkowa Leśna
- Comuni urbano-rurali: Grodzisk Mazowiecki
- Comuni rurali: Baranów, Jaktorów, Żabia Wola